# Valea Mare (Covasna)
Valea Mare é uma comuna romena localizada no distrito de Covasna, na região histórica da Transilvânia. A comuna possui uma área de 110.00 km² e sua população era de 1159 habitantes segundo o censo de 2007.